# 구 이세신 터널
구 이세신 터널(영어: Old Isesinne Tunnel)은 일본 아이치현 도요타시에 있는 터널이다. 1897년 개통된, 일본에서 가장 오래된 근대식 터널로 길이는 약 300m가량 된다. 통과높이는 2.2미터. 1960년 이후 생긴 신 이세신 터널로 인하여 지금은 통행자가 거의 없으나 폐쇄된 곳은 아니다. 따라서 일본 내비게이션에도 표시되어 있고 차도 드나들 수 있다고 한다.

## 고스트 스팟
일본에서는 3대 고스트 스팟으로 유명하다. 아이치현 소재의 이 터널은 현재 지명도가 높은 고스트 스팟으로 고스트 스팟을 체험하려는 사람들이 많이 오기도 한다. 일설에 따르면, 구 이세신 터널에는 다음과 같은 소문이 돌고 있다고 한다.
1. 밤마다 흐느끼는 절규의 울음소리가 일본말이 아니다.
2. 터널 깊숙한 곳의 두갈래길에 한국말로 새겨진 노동자들의 발자취가 있다.
3. 1980년대후반 터널안 깊숙한 곳에서 출몰한 여자귀신이, 기모노가 아닌 하얀 조선한복을 입고 있다는 전설이 있다.
4. 밤은 물론 낮에도, 누군가 알 수 없는 언어로 터널 중간 깜깜한 곳에서 계속하여 주문을 외듯 중얼거린다.
5. 터널 주위에 사는 주민들은 자주 조선 노동자들이 억울하게 폭사를 당하는 꿈을 꾼다.

이러한 소문이 도는 이유는, 이 터널을 배경으로 하여 사진을 찍을 경우 꼭 안개가 같이 찍힌다고 하며, 또한 귀신으로 보이는 모습이 같이 찍힌다고 하여 이러한 소문이 돌고 있다고 한다. 또한, 다른 일설에 의하면, 이 터널은 조선인을 동원하여 만들어진 터널이라 하며, 이 때문에 많은 조선인들이 죽어 억울하게 죽은 조선인의 한에 의하여 이러한 소문과 거의 흡사한 사건이 발생한다 하여 소문이 돌고 있다고 한다.